# Habenaria mariae
Habenaria mariae är en orkidéart som beskrevs av Roberto González Tamayo och Cuevas-figueroa. Habenaria mariae ingår i släktet Habenaria och familjen orkidéer. Inga underarter finns listade i Catalogue of Life.